# Wapno
Wapno è un comune rurale polacco del distretto di Wągrowiec, nel voivodato della Grande Polonia.
Ricopre una superficie di 44,19 km² e nel 2004 contava 3 077 abitanti.